# Захаров, Алексей Никонорович
Алексей Никонорович Захаров (1921—2006) — полковник Советской Армии, участник Великой Отечественной войны, Герой Советского Союза (1945).

## Биография
Алексей Захаров родился 24 февраля 1921 года в селе Никольское (ныне — Данковский район Липецкой области). В 1936 году окончил школу фабрично-заводского ученичества, после чего работал слесарем на Люберецком заводе сельскохозяйственного машиностроения, затем техником-нормировщиком в окружных ремонтных мастерских. В апреле 1941 года Захаров был призван на службу в Рабоче-крестьянскую Красную Армию. С первого дня Великой Отечественной войны — на её фронтах. В 1943 году окончил курсы младших лейтенантов. К июню 1944 года лейтенант Алексей Захаров командовал пулемётной ротой 492-го стрелкового полка 199-й стрелковой дивизии 49-й армии 2-го Белорусского фронта. Отличился во время освобождения Могилёвской области Белорусской ССР.
26 июня 1944 года рота Захарова переправилась через Днепр к северу от Могилёва и захватила плацдарм на его западном берегу, благодаря чему смог переправиться весь полк. 27 июня Захаров лично уничтожил немецкий танк и несколько десятков вражеских солдат и офицеров.
Указом Президиума Верховного Совета СССР от 24 марта 1945 года за «образцовое выполнение заданий командования и проявленные мужество и героизм в боях с немецкими захватчиками» лейтенант Алексей Захаров был удостоен высокого звания Героя Советского Союза с вручением ордена Ленина и медали «Золотая Звезда» за номером 5474.
Участвовал в Параде Победы. Продолжал службу в Советской Армии. В 1946 году он окончил курсы «Выстрел», в 1956 году — Военную академию тыла и снабжения. В 1967 году в звании полковника Захаров был уволен в запас. Проживал в Горьком (ныне — Нижний Новгород), до выхода на пенсию работал инженером управления Волжского объединённого пароходства. Занимался общественной деятельностью, входил в Президиум Нижегородского городского Совета ветеранов. Умер 2 апреля 2006 года, похоронен на нижегородском кладбище «Марьина Роща».
Почётный гражданин Нижнего Новгорода, Почётный гражданин Нижегородской области. Был также награждён орденами Отечественной войны 1-й и 2-й степеней, двумя орденами Красной Звезды, рядом медалей.

## Память
- На здании по улице Большая Печерская, 25 в Нижегородском районе Нижнего Новгорода установлена мемориальная доска[2].

Мемориальная доска в Нижнем Новгороде